# Remete-hegyi 3. sz. barlang
A Remete-hegyi 3. sz. barlang a Duna–Ipoly Nemzeti Parkban lévő Remete-szurdokban található egyik barlang.

## Leírás
A Budai Tájvédelmi Körzetben, Remeteszőlős külterületén, fokozottan védett területen, erdőben, a Remete-szurdok É-i oldalában, a szurdok Ny-i bejáratánál, a Remete-hegy meredek és sziklás oldalában, 325 m tszf. magasságban van a barlang bejárata. A szurdok középső barlangszintjében (ez a szint a völgytalp felett 70 m-re, 340–350 m tszf. magasságban húzódik) található. Ny-ról K-i irányba számozva a Remete-szurdokban lévő barlangokat, sziklabordák szerint az 1. számú sziklabordában van a Remete-hegyi-kőfülke, a Remete-hegyi 2. sz. barlang, a Remete-hegyi 3. sz. barlang és a Remete-hegyi 4. sz. barlang. A kőfülke és a három kis barlang majdnem ugyanazon a tszf. magassági szinten helyezkednek el. A Remete-hegyi-kőfülke szirtjének K-i oldalán, sekély vízmosással elválasztva, erdővel borított sziklafalakban, az 1. sziklaborda és a kopár 2. sziklaborda között található a Remete-hegyi 3. sz. barlang. A Remete-hegyi 2. sz. barlang előtti, fás és meredek lejtőn 13 m-t leereszkedve, a sziklafal K-i szegletén található a Remete-hegyi 3. sz. barlang.
A Remete-hegyi 3. sz. barlang 16 m hosszú, 9,5 m magas és 9,5 m függőleges kiterjedésű. A hasadékszerű üreg a felső részein cseppkőréteges. 4 m-es szűk kúszójáraton át lehet eljutni belső fülkéjébe, amelynek végén mélyül egy omladékkal feltöltött keskeny hasadék. A Remete-hegyi 3. sz. barlangtól É-ra 7 m-re, ugyanabban a szirtben (a szirt felül romlottabb), 6 m-rel magasabban nyílik a Remete-hegyi 4. sz. barlang. A Remete-hegyi 3. sz. barlang és a Remete-hegyi 4. sz. barlang nagyon megközelítik egymást. Lehet, hogy mélyebb szintben össze vannak kapcsolva egymással. Kis oldott üregek vannak mindkét barlang mellett a sziklafalban. A lezáratlan és barlangjáró alapfelszereléssel járható barlang megtekintéséhez nem kell engedély.
1984-ben volt először Remete-hegyi 3. sz. barlangnak nevezve a barlang az irodalmában. Előfordul a barlang az irodalmában 3. számú barlang (Horváth, Szunyogh 1971), Máriaremetei 3. sz. barlang (Bertalan 1976) és Remetehegyi 3. sz. barlang (Bertalan 1976) neveken is.

## Kutatástörténet
Az 1877. évi Archaeologiai Értesítőben meg van említve, hogy a Magyar Nemzeti Múzeum régiségtára novemberben gyarapodott 1 (állattól származó) alsó állkapoccsal, 2 csonttal és 3 cseréppel is. Ezeket a leleteket, melyek a budai Remetemária közelében elhelyezkedő sziklaodúból kerültek elő, Lóczy Lajos ajándékozta a múzeumnak. Az 1904. évi Budapest Régiségeiben meg van említve, hogy valószínűleg kőkori tanyahelyek voltak Remetemária sziklaodúi, ahonnan Lóczy Lajos (Régészeti N., 168/1877.) vitt a Magyar Nemzeti Múzeumba durva cserépdarabokat.
A Turisták Lapja 1915. évi évfolyamában megjelent, Kazay Endre által írt ismertetés szerint Kazay Endre és Tödter Gyula (Juliusz) október egyik napján kirándultak a Máriaremetei-szurdokba, hogy a szurdok barlangjait átnézzék. A 2. sz. barlang sziklájának tövében találtak egy másik, 3. sz. barlangnak nevezett üreget, amelynek szabályos alakú bejárata valószínűleg nem természetes eredetű volt. Tödter Gyula kúszott be kettejük közül elsőnek a barlangba. A barlang bejárata DK-re néz 1,5 m hosszúságban, 1 m széles és magas (ez a része mesterségesen vájtnak látszik). A bejárat további 1 m-nyi hossza már csak 30 cm széles és csak oldalt fekve tud belekúszni egy olyan vékony ember, mint pl. Kazay Endre, de még ekkor is tanácsos előre átgondolni, hogy a járatba bekúszó hogyan helyezi el két karját.
A barlang csak 2 m hosszú és 1,7 m széles, de magassága 4 m-nél nagyobb, ezért úgy tűnik, hogy a barlang egy sziklarepedés. Talaja kissé ÉNy felé lejt. A barlang végében lévő két szikla között egy szűk lejáró vezet a mélybe. Fél órás kaparás után tudták kihúzni a lejáratot eltömő 40 kg-os kőtömböt. Felváltva dolgoztak, úgy mint a vakondok. Tödter Gyula teleszórta Kazay Endre nyakát és szemét földdel, de a nyíláson mégsem tudtak lebújni. A nyílás tágítását másik alkalomra halasztották. Felmásztak a barlangnak helyet adó sziklatömbre, ahonnan Kazay Endre észrevette a völgyben balra lévő Remete-barlanghoz vezető kitaposott utat. A tanulmányba bekerült a barlang Kazay Endre által készített alaprajz térképe és hosszmetszet térképe. A publikációban látható a máriaremetei barlangvidék helyszínrajza, amelyen jelölve van a 3. sz. barlang földrajzi elhelyezkedése. A helyszínrajzot Kazay Endre készítette.
Az 1937-ben napvilágot látott, Jablonkay István által írt kiadványban szó van arról, hogy a Remete-szurdok bal oldali falában, a pataktól 50 m-rel (felső szint) és 10 m-rel (alsó szint) magasabban találhatók forrásbarlangok. A felső szinten lévő Remete-hegyi-kőfülkétől fejletlenebb és csúnyább a többi, felső szinten elhelyezkedő forrásbarlang, amelyek a szurdok teljes hosszában megfigyelhetők. Ha egy barlang erózióbázisa lejjebb száll, akkor azt követi a barlang vízrendszere is. Ez pl. úgy történhet, hogy a víz elhagyja a régi átmenőbarlangot és a régi forrásbarlangot, majd a kőzet vékony repedésein lejjebb ereszkedve új barlangrendszert alakít ki. Ebben az esetben új forrásbarlang nyílik a régi alatt, a lesüllyedt erózióbázis új szintjén. A régi felső bejáratot pedig eltömi az ottmaradt karsztbreccsa. A Remete-szurdok bal oldali falában sorakozó elhagyott forrásbarlangok ennek a folyamatnak szép példái. Ezeknek a barlangoknak az erózióbázisa annak a barlangnak a patakja volt, amelynek beszakadásával kialakult a szurdok. A szurdokbarlang patakjának régi, szakaszjelleg-változás előtti magasságát jelzik a felső szint barlangjai.

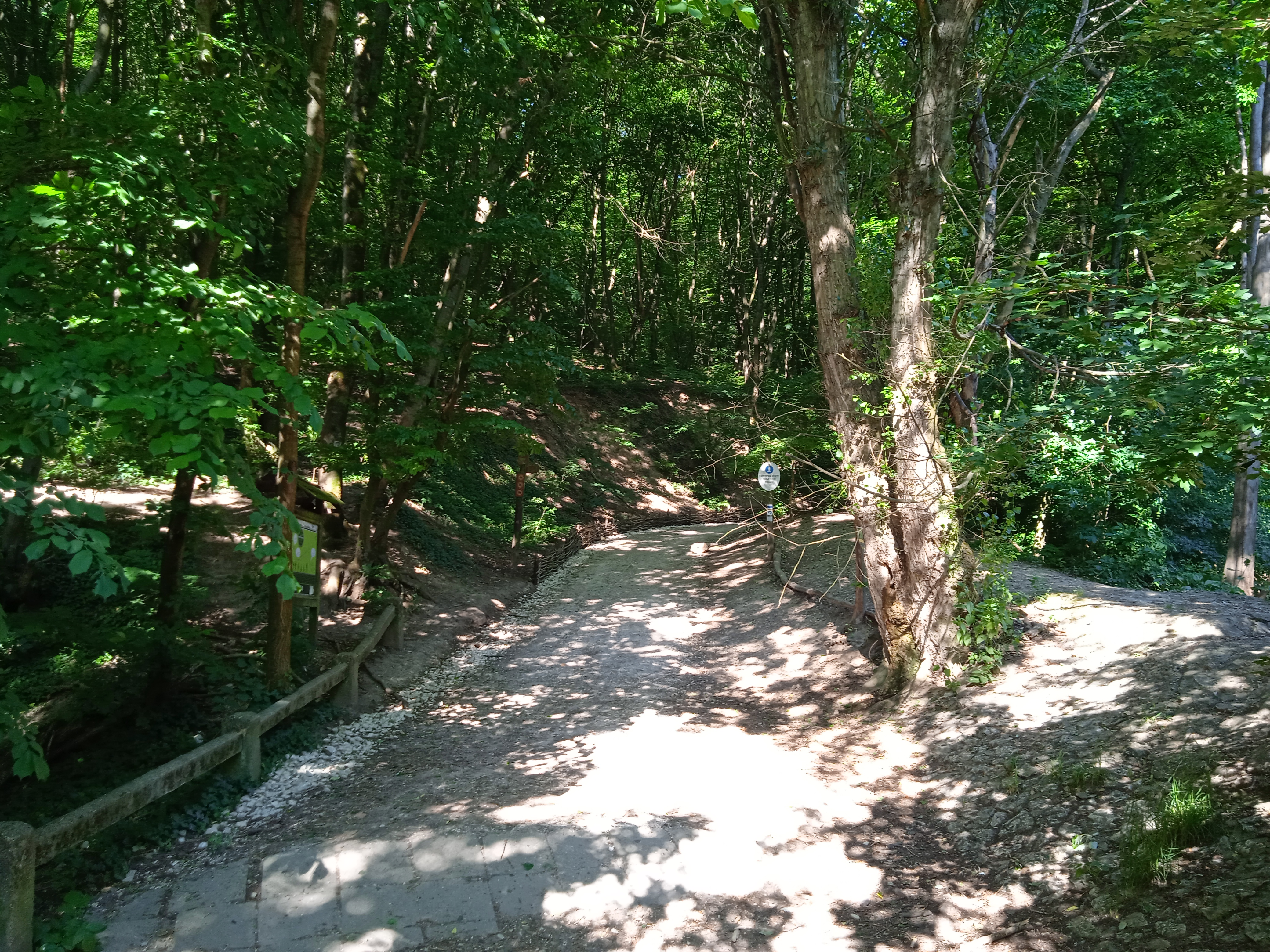
A Remete-szurdokon áthaladó út K-i vége

Az 1942-ben kiadott, Budapest története című könyv Tompa Ferenc által írt fejezetében szó van arról, hogy Rómer Flóris után Nagy Géza is említette, hogy Remetemária sziklaodúiból előkerültek durva cserepek, melyek valószínűleg a csiszolt kőkorszakból származnak. Leél-Őssy Sándor a Magyar Hidrológiai Társaság 1949. március 9-i ülésén tartott egy előadást. Az előadás témája a Hét-lyuk volt. Az előadásban említve volt a Remete-szurdok többi barlangja is. Leél-Őssy Sándor a társaság 1949. november 9-i szakülésén tartott egy előadást, amelyben ismertette a Remete-szurdok barlangjait.
A Hidrológiai Közlöny 1950. évi évfolyamának 3–4. számában megjelent a Leél-Őssy Sándor által 1949. március 9-én tartott előadás szövege. A publikáció címe A remetehegyi Hétlyuk-zsomboly. A tanulmányban szó van arról, hogy a Remete-hegy jelenleg magasan elhelyezkedő, de már száraz, pusztuló forrásbarlangjai a pliocénban és az ópleisztocénban keletkeztek. (Hét-lyuk alatti barlang, Remete-hegyi-kőfülke és még néhány kisebb félbemaradt, illetve felszakadt barlang, valamint forrásüreg.) Ezután a fiatal tektonikus kiemelkedés és az erózióbázis klimatikus eredetű bevágódása miatt lejjebb szállt a Remete-hegy karsztvízszintje is és elkezdtek pusztulni a szárazzá vált barlangok.
Az 1950. évi Hidrológiai Közlöny 11–12. számában publikált, Leél-Őssy Sándor által írt tanulmányból (ez a tanulmány az 1949. november 9-én elhangzott előadás) megtudható, hogy Cholnoky Jenő 1936-ban kiadott könyve szerint a Remete-szurdok egy felszakadt víznyelős barlang. A szurdok oldalában található jelenlegi kis barlangok ennek a felszakadt régi nagy barlangnak a felszakadás miatt lefejezett oldalbarlangjai (barlangi kaptúra). Jablonkay István az 1937-es disszertációjában a szurdok karsztos formáinak kialakulását a Cholnoky Jenő által elképzelt keletkezéssel magyarázza. Láng Sándor 1948-ban megjelent tanulmányában az van írva, hogy a jelenlegi száraz, magasan elhelyezkedő barlangok a fiatal tektonikus kiemelkedésnek és a karsztvízszint lesüllyedésének az eredményei. Leél-Őssy Sándor írása szerint a Remete-hegy oldalában, a máriaremetei szurdok felett a karsztos formákat leginkább barlangok képviselik. Ezek a barlangok kicsik, szárazak és rövidek. Egyetlen kivétellel (Remete-barlang) mind magasan a völgytalp felett vannak, ezért idős, pusztuló barlangok.

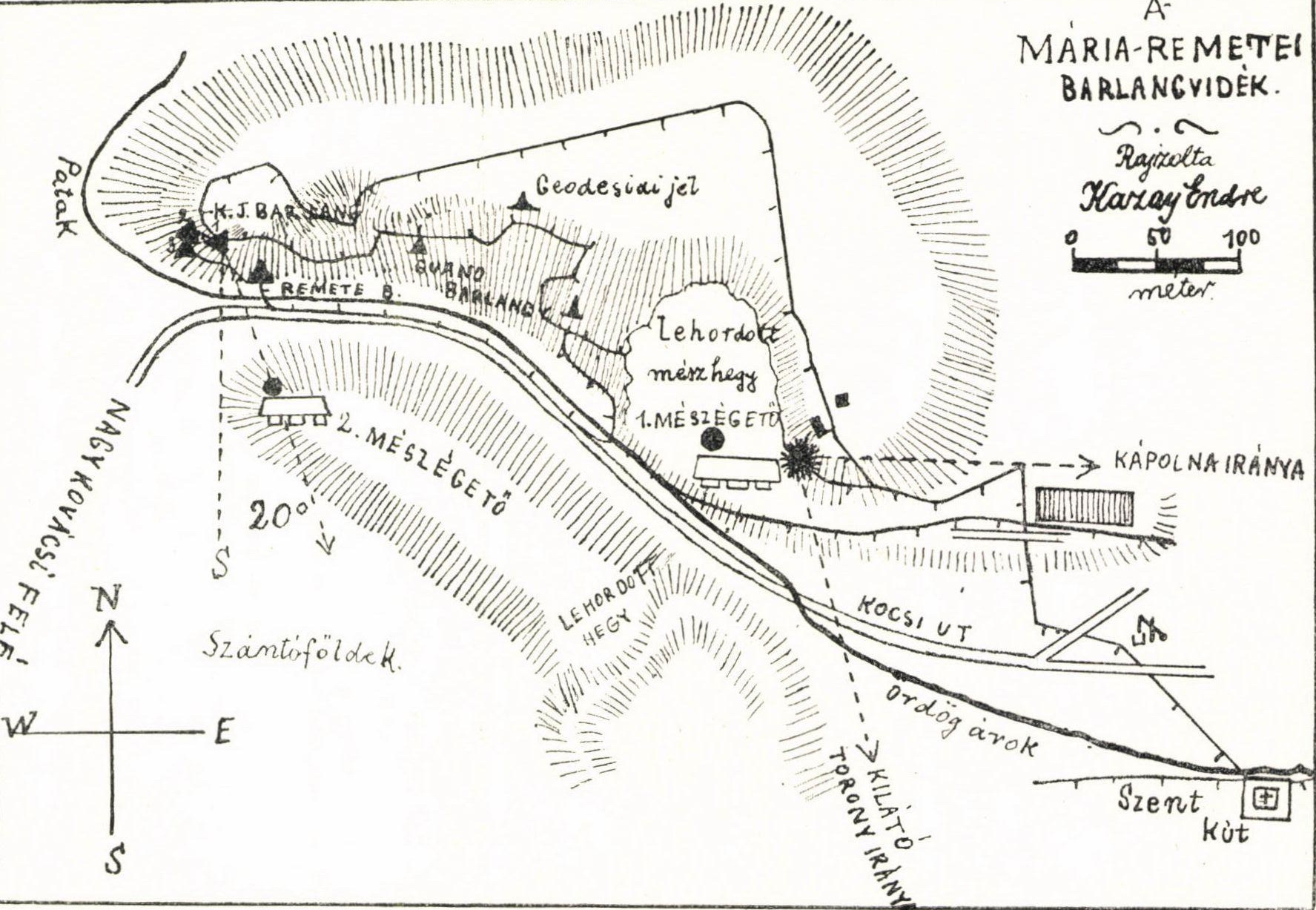
Kazay Endre rajza a Remete-szurdokról. A rajzon 3. sz. barlang a Remete-hegyi 3. sz. barlang neve

A szurdok középső barlangszintjében (ez a szint a völgytalp felett 70 m-re, 340–350 m tszf. magasságban húzódik), a Remete-hegyi-kőfülke, a Remete-hegyi 14. sz. barlang és a Remete-hegyi 10. sz. barlang mellett van néhány kisebb, száraz és rövid, illetve felszakadt forrásbarlang. Ezekkel azonban felesleges részletesen foglalkozni. Minden bizonnyal fel lehet fedezni még néhány barlangot itt szakszerű kutatással és ásatással. A Remete-hegyen nincsenek víznyelők és bújtatóbarlangok, csak D-i oldalán van néhány forrásbarlang és a Hét-lyuk.
Eddig az volt a tudományos álláspont, de még jelenleg is sokan azt gondolják, hogy a Remete-szurdok barlangi felszakadással alakult ki. Úgy látszott, hogy ezt az elképzelést alátámasztják a szurdok É-i oldalában lévő barlangok is. Ezzel szemben Leél-Őssy Sándor úgy vélte, hogy a völgy regresszió miatt keletkezett áttöréses keresztvölgy (diszkordáns völgy). Ennek a nézetnek legdöntőbb bizonyítéka a szurdok É-i oldalában található rövid, száraz forrásbarlangok hármas szintje. Ezek a barlangok nem lefejezett oldalbarlangok és nem bizonyítják a barlangi felszakadást, ahogy azt Cholnoky Jenő gondolta, hanem ellenkezőleg, a fiatal, tektonikus kiemelkedést tanúsítják. A barlangok magasan elhelyezkedése és szárazsága a kiemelkedést bizonyítják, míg a kiemelkedés módjára utal a hármas szint. A kiemelkedés ugyanis nem egyszerre és egy ütemben történt, hanem több ütemű, szakaszos volt a kiemelkedés. A kiemelkedést nyugalmi időszakok szakították meg.
Az állandó karsztvíz szintje is lejjebb süllyedt minden kiemelkedéskor. Mivel a karsztos forrásbarlangok mindig az állandó karsztvízszint felett jönnek létre, ezért a kiemelkedés miatt fokozatosan süllyedő karsztvízszint egyes nyugalmi helyzeteit jelzik a barlangszintek. Azt mutatja a barlangok rövidsége, hogy nagyon rövid ideig tartottak az egyes nyugalmi időszakok, és az egyes kiemelkedések (geológiai értelemben) nagyon gyorsan végbementek. Mivel napjainkban az állandó karsztvízszint mélyen a szurdok talpa, 260–290 m tszf. magasság alatt, kb. 120–130 m tszf. magasságban húzódik, ezért jelenleg már az összes barlang száraz és pusztul. Minél magasabban találhatók az egyes barlangok, annál idősebbek. A Hét-lyuk anyabarlangja a legidősebb, a Remete-barlang a legfiatalabb. A nagyon meredek lejtők és a rövid barlangok azt a feltételezést támasztják alá, hogy az egész kiemelkedés nagyon fiatal, és legrégibb üteme sem nagyon régen történt.

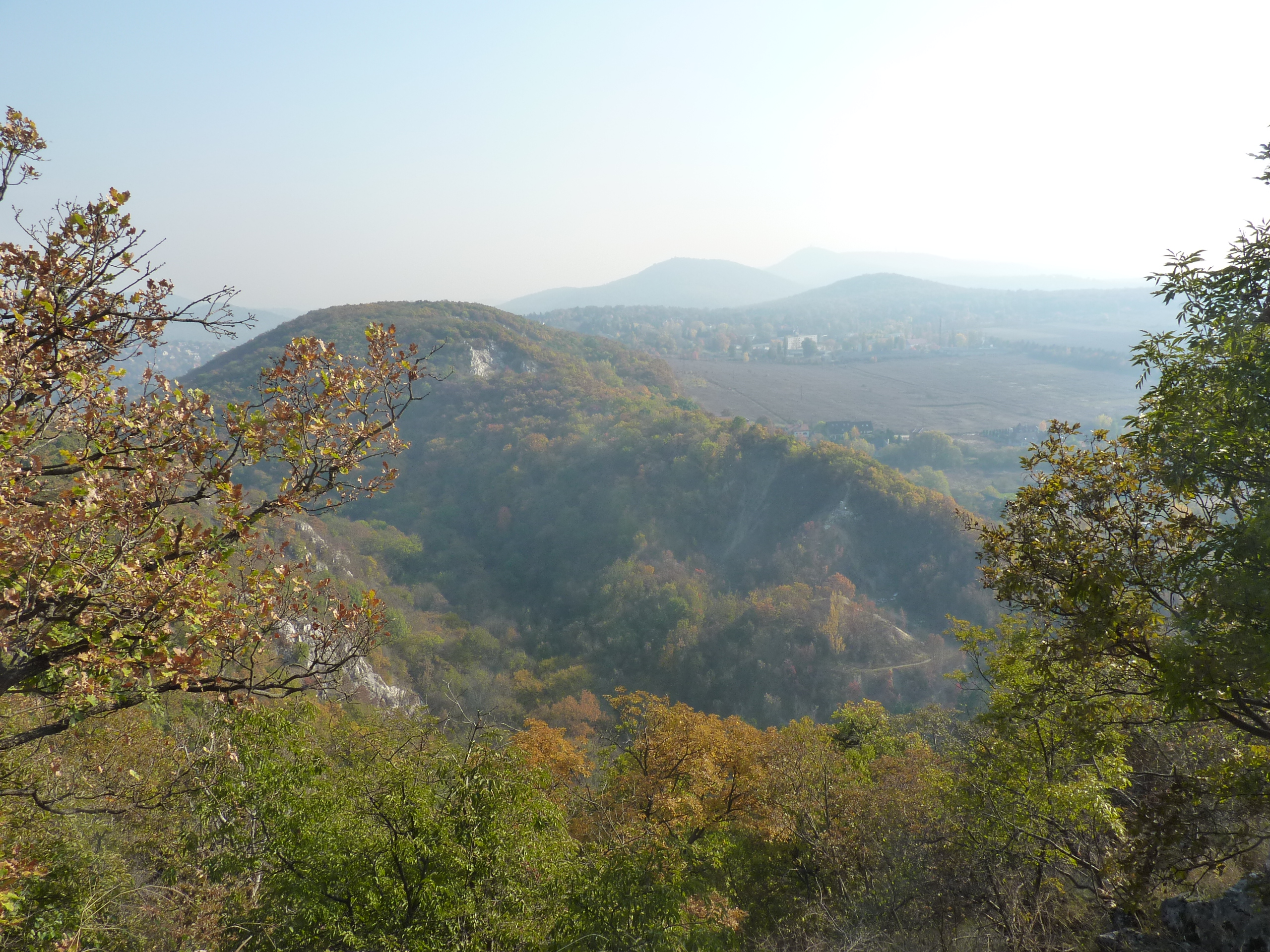
Rálátás a Remete-hegyről a Remete-szurdokra és a Hosszúerdő-hegyre

A barlangszintek a szurdok teraszai, de ebben az esetben csak tektonikus teraszoknak tekinthetők, amelyek a szakaszos kiemelkedés miatt fokozatosan bevágódó völgyfenék régebbi szintjeit jelzik. A barlangok szárazsága és jelenlegi karsztvízszint feletti magasan fekvése hosszú ideig tartó, idősebb kiemelkedést jelent, de fiatalítja a kiemelkedést a barlangok rövidsége. Ugyanis ha gyors a kiemelkedés, akkor magasra emelheti a barlangokat fiatal kiemelkedés is, amelyek nem tudnak eléggé kifejlődni a gyors karsztvízszint-süllyedés miatt. A kiemelkedés három szakaszát jelzi a három barlangszint.
Az 1957-ben megjelent, Budai-hegyek útikalauz című könyvben meg van említve, hogy a Remete-hegy oldalában több kisebb-nagyobb barlang van.
Az 1957. évi Földrajzi Értesítőben megjelent, Leél-Őssy Sándor által írt tanulmányban szó van arról, hogy a Budai-hegységben csak kis méretű karsztos barlangok vannak. Ezek is csak egy helyen: a pesthidegkúti Remete-hegyen, a Máriaremetei-szurdokvölgy oldalában (a nagyon kis méretűektől eltekintve). Az 1962-ben kiadott, A barlangok világa című könyv szerint kicsi, de tudományos szempontból jelentős barlangok vannak a Remete-hegy–Zsíros-hegy fennsíkjának DK-i peremén, ahol bevágódott a dachsteini mészkőbe a Máriaremetei-szoros. A Remete-hegyi-kőfülke, a Remete-barlang és a hegyoldalban nyíló többi kisebb üreg valószínűleg egykori forrásbarlangok voltak és lehet, hogy hidrológiai rendszerükhöz kapcsolódott a Hét-lyukból induló vízszintes barlang is.
Az 1966-ban megjelent, Budai-hegység útikalauz című kiadvány szerint a Remete-szurdok régen valószínűleg hatalmas barlang volt. Az egykori ősbarlang maradványai, oldalágai jelenleg is láthatók a Remete-hegy sziklás oldalában. A Remete-hegy oldalában nyíló barlangoknak nagy a tudományos értéke. A barlangok három szintmagasságban helyezkednek el és régi forrásbarlang mindegyik. Ezek az emeletek a Remete-hegy kiemelkedésével egyszerre egyre mélyebbre ereszkedő karsztvíz régi szintjét jelzik. A barlangok dachsteini mészkőben vannak és főleg tektonikus hasadékok mentén keletkeztek. A Remete-szurdok mindegyik barlangja nagyon pusztul és eltömődik. A völgy É-i oldalában öt barlang van (a Hét-lyuk, a Remete-hegyi-kőfülke, a Remete-barlang, a Remete-hegyi 10. sz. barlang és a Remete-hegyi 14. sz. barlang).

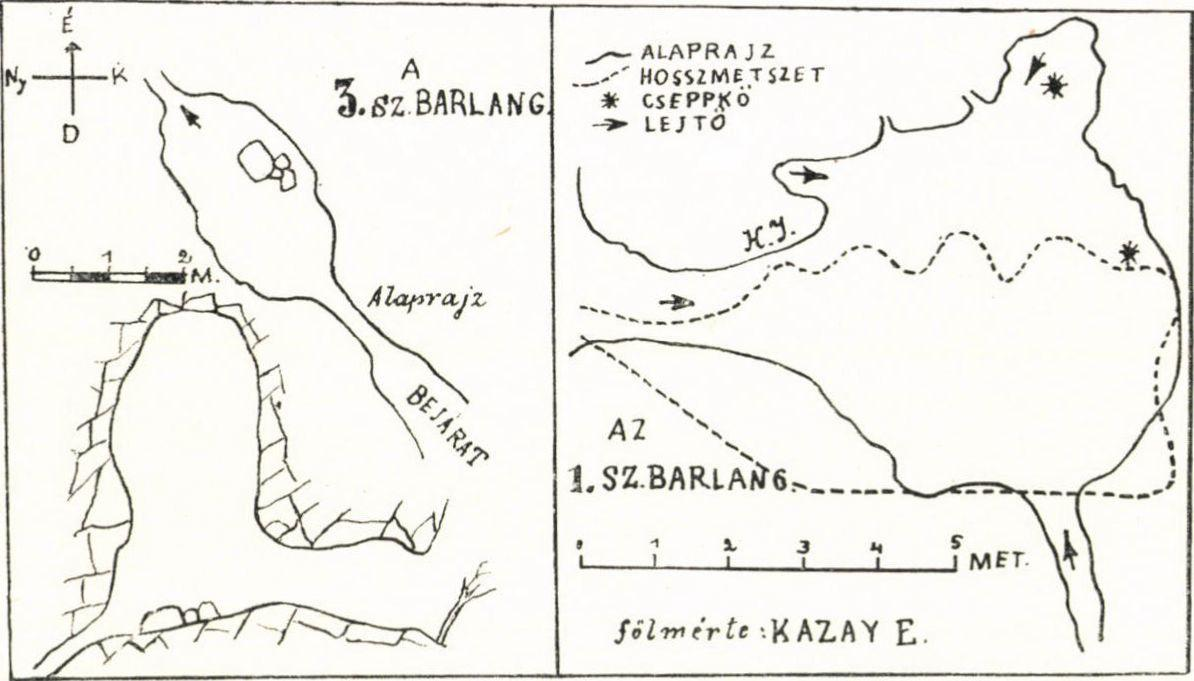
A Remete-hegyi 3. sz. barlang (3. sz. barlang) és a Remete-hegyi 7. sz. barlang (1. sz. barlang) Kazay Endre által készített és 1915-ben publikált térképei

Az FTSK Barlangkutató Csoport három tagja (Szunyogh Gábor, Horváth Ferenc, Horváth János) 1970-ben felmérték a barlangot. A felmérés adatainak felhasználásával meg lett rajzolva a Remete-hegyi 3. sz. barlang alaprajz térképe, hosszmetszet térképe és 5 keresztmetszet térképe. A Remete-hegyi 3. sz. barlang és a Remete-hegyi 4. sz. barlang együtt vannak ábrázolva a térképlapon. A térképlapon jelölve van az É-i irány. A Remete-hegyi 3. sz. barlang alaprajz térképén és hosszmetszet térképén megfigyelhető az 5 keresztmetszet elhelyezkedése a barlangban.
A Karszt és Barlang 1971. évi évfolyamában kiadott beszámolóban, amely a Remete-szurdoknak és barlangjainak 1970. évi térképezését ismerteti, az olvasható, hogy az Ördög-árok patakja, mielőtt Budapestre belépne, meredek sziklafalak között, a festői szépségű Szurdok-völgyön tör át. Ezek a sziklafalak sok üreget, barlangot rejtenek magukban. Közülük a Remete-barlang, a Hét-lyuk és két kisebb üreg az 1970. évi felmérés előtt fel lett mérve és vázlatos rajzaik publikálva lettek. A Ferencvárosi Természetbarát Sportkör barlangkutató szakosztálya 1970. július 12. és 19. között tartott egy térképezőtábort azért, hogy a völgy összes üregét felmérje, illetve pontosan meg legyen határozva a barlangok egymáshoz viszonyított földrajzi elhelyezkedése. A szakosztály tagjai, a tábor utáni ellenőrzőmérésekkor és felszíni mérésekkor, a nagyobb barlangokon kívül még négy kis barlangot mértek fel a teljesség kedvéért. A Szurdok-völgyben 12 ismert és felmért, barlangnak tekinthető természetes üreg van. A völgy bal oldalában nyílik mindegyik.
Ny-ról K-i irányba számozva a Remete-szurdokban lévő barlangokat, sziklabordák szerint az 1. számú sziklabordában van a Remete-hegyi-kőfülke, a Remete-hegyi 2. sz. barlang, a Remete-hegyi 3. sz. barlang és a Remete-hegyi 4. sz. barlang. A kőfülke és a három kis barlang majdnem ugyanazon a tszf. magassági szinten helyezkednek el. A Remete-hegyi-kőfülke szirtjének K-i oldalán, sekély vízmosással elválasztva, erdővel borított sziklafalakban, az 1. sziklaborda és a kopár 2. sziklaborda között van az a három kis barlang, amelyeknek térképét az FTSK Barlangkutató Csoport készítette el 1970-ben.

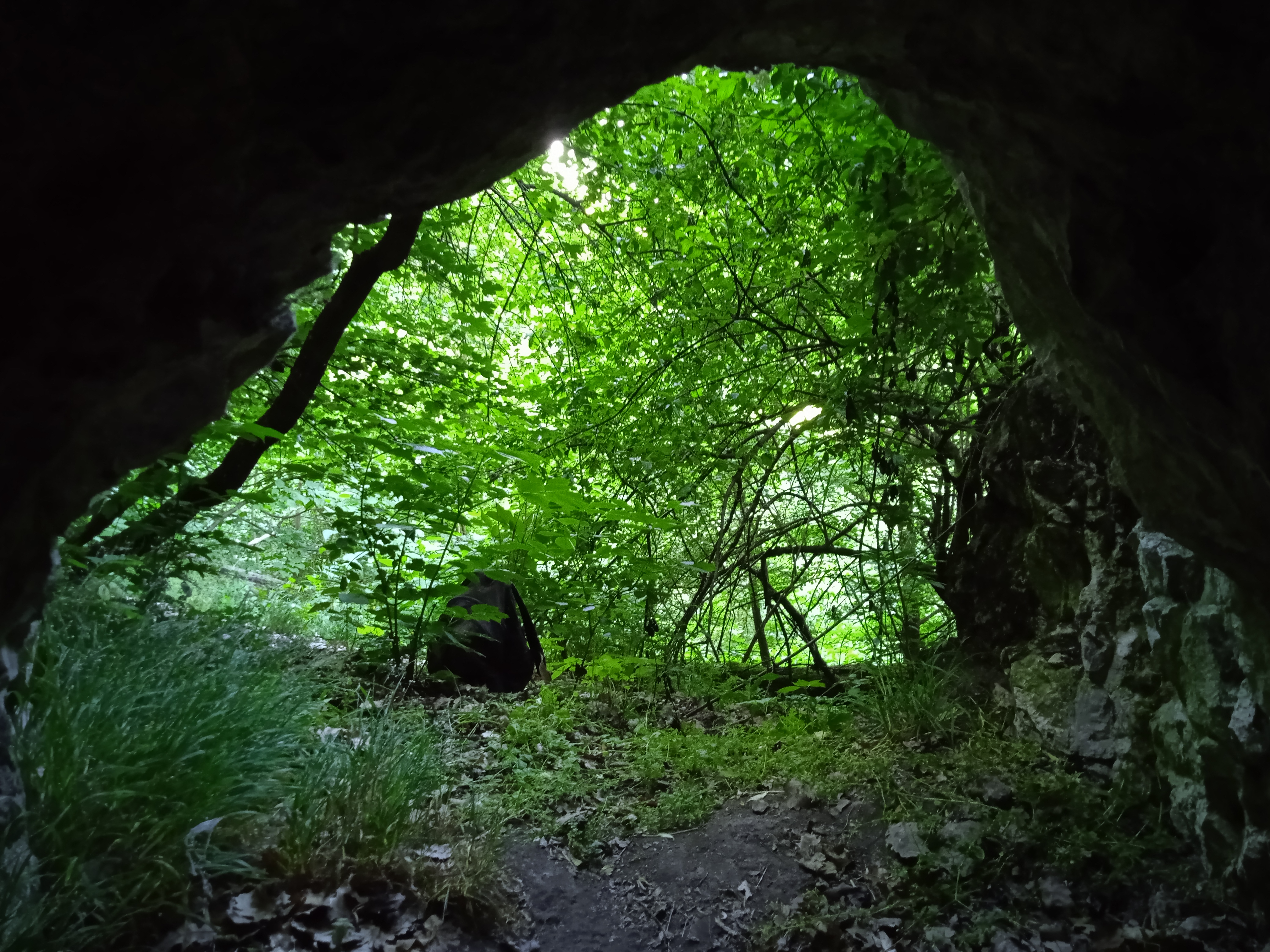
Kilátás a Remete-hegyi 3. sz. barlangból

A Remete-hegyi 2. sz. barlang előtti, fás és meredek lejtőn 13 m-t leereszkedve, a sziklafal K-i szegletén található a 3. számú barlang, amely 7 m hosszú, belül 1 m széles és 5–6 m magas. A hasadékszerű üreg a felső részein cseppkőréteges. 4 m-es szűk kúszójáraton át lehet eljutni belső fülkéjébe, amelynek végén mélyül egy omladékkal feltöltött keskeny hasadék. Biztos, hogy ugyanaz a barlang, amelyet Kazay Endre 3. számú barlangnak írt le. A Remete-hegyi 3. sz. barlangtól É-ra 7 m-re, ugyanabban a szirtben (a szirt felül romlottabb), 6 m-rel magasabban nyílik a Remete-hegyi 4. sz. barlang. A Remete-hegyi 3. sz. barlang és a Remete-hegyi 4. sz. barlang nagyon megközelítik egymást. Lehet, hogy mélyebb szintben össze vannak kapcsolva egymással. Kis oldott üregek vannak mindkét barlang mellett a sziklafalban. A Remete-hegyi 2. sz. barlang, a Remete-hegyi 3. sz. barlang és a Remete-hegyi 4. sz. barlang szintjében van a Remete-hegyi 7. sz. barlang. A tanulmányban látható a máriaremetei Remete-szurdok térképvázlata, amelyet az FTSK Barlangkutató Csoport 1970-ben rajzolt. Jelölve van a Remete-hegyi 3. sz. barlang földrajzi elhelyezkedése ezen a helyszínrajzon, amelyen 3. számú barlang a neve. A publikációba bekerültek a barlang 1970-ben készült térképei.
Az 1976-ban befejezett, Bertalan Károly által írt kéziratban az olvasható, hogy a Remetehegyi 3. sz. barlang másik neve Máriaremetei 3. sz. barlang (Kazay 1915). A barlang a Budai-hegyekben, Nagykovácsin, a Remete-hegy sziklafalának K-i szegletében, 325 m tengerszint feletti magasságban található. A 7 m hosszú, 1 m széles és 7 m magas barlangon csak karcsú termetűek tudnak átkúszni, mert annyira elszűkül. A tektonikus hasadékbarlangban cseppköves bekérgeződések figyelhetők meg. A kézirat barlangot ismertető része 2 publikáció alapján lett írva.

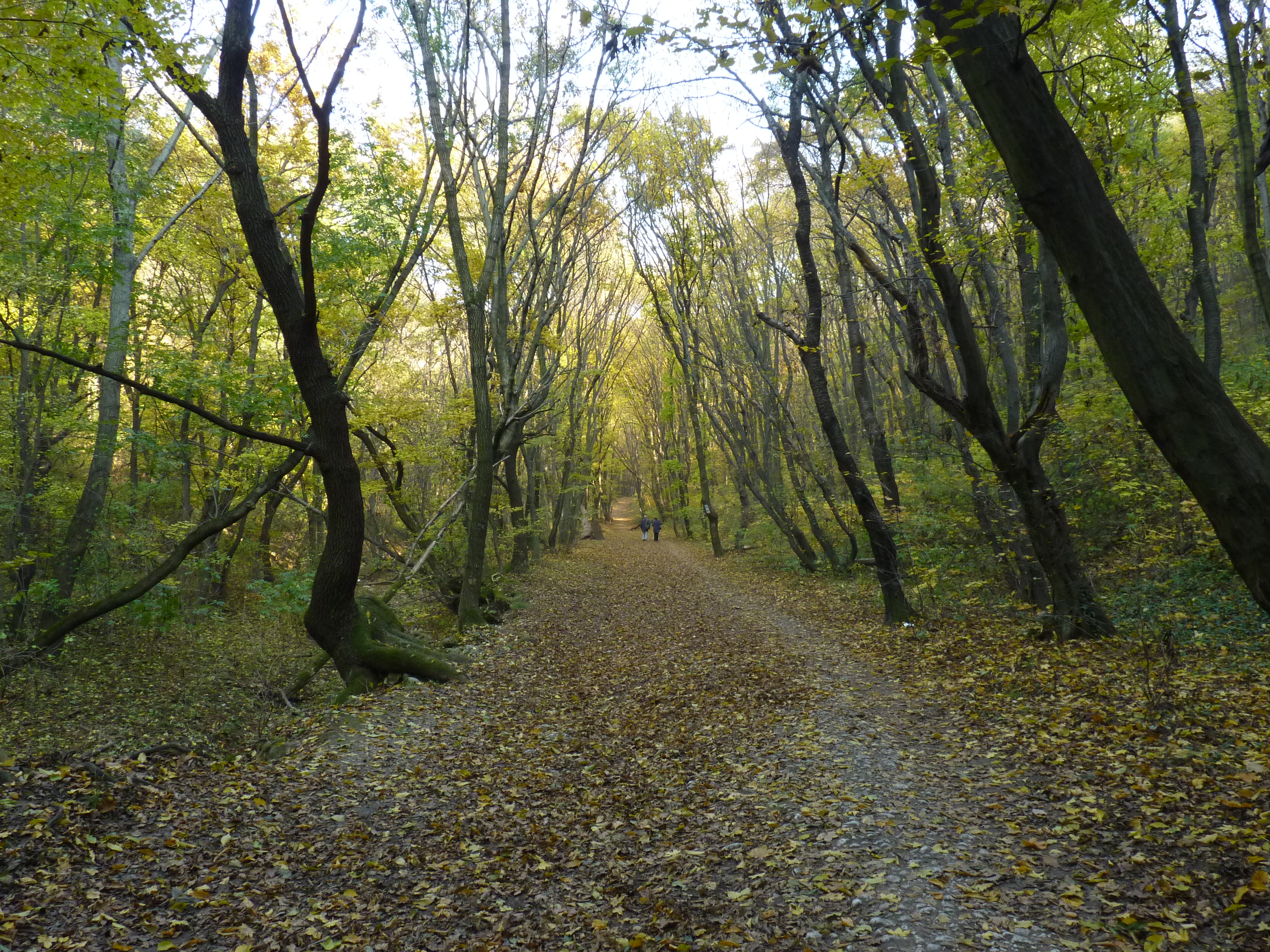
A Remete-szurdok egyik része

Az 1982-ben megjelent, Budai-hegység útikalauz című kiadványban az van írva, hogy a Remete-hegy oldalában nyíló barlangok nagy tudományos értéket képviselnek. A Remete-szurdokban, de főleg annak É-i oldalában, a Remete-hegy dachsteini mészkövének tektonikus hasadékai mentén sok barlangot hozott létre a hegy fokozatos kiemelkedésével együtt egyre mélyebbre leszálló karsztvíz. Ezek a jelenleg már kivétel nélkül pusztuló, szenilis és eltömődő barlangok a hegyoldalban különböző szintmagasságokban találhatók. A völgytalphoz közel lévők a fiatalabbak, a magasabban húzódók az idősebbek. Ezek a barlangok ugyanis a hegy kiemelkedésével egyre alacsonyabbra szálló karsztvíz akkori szintjét jelzik, amikor keletkeztek az egyes barlangok. 20-nál több barlang van a Remete-szurdokban. A Budai-hegység barlangjainak földrajzi elhelyezkedését szemléltető helyszínrajzon látható a Remete-szurdok barlangjainak földrajzi elhelyezkedése. A Remete-hegy Remete-szurdok felőli oldala meredek, sziklás és sok barlang található benne. A Remete-barlang felett lévő sziklafalban húsznál több kisebb-nagyobb üreg van.
Az 1984-ben napvilágot látott, Magyarország barlangjai című könyv országos barlanglistájában szerepel a Budai-hegységben lévő barlang (Remete-hegyi 3. sz. barlang, Máriaremetei 3. sz. barlang). A listához kapcsolódóan látható a Dunazug-hegység barlangjainak földrajzi elhelyezkedését bemutató, 1:500 000-es méretarányú térképen a barlang földrajzi elhelyezkedése.
A Magyarország Régészeti Topográfiája sorozat 1986-ban megjelent, A budai és szentendrei járás című kötetében, a 12/6. sz. lelőhely (remete-hegyi Alsó- és Felső-barlang) ismertetésében szó van arról, hogy az Ördög-árok szurdokvölgyének É-i oldalán emelkedő Remete-hegy D-i meredek, néhány helyen sziklás lejtőjén van néhány kis barlang. Régészeti leletek ezek közül az Alsó-barlangból, a Felső-barlangból és a Remete-hegyi Zsombolyból  kerültek elő. Ezek gyakran budapesti barlangokként vannak bemutatva az irodalomban a főváros közelsége miatt. 1877-ben Lóczy Lajos ajándékozott a Magyar Nemzeti Múzeumnak 3 cserepet és állatcsontokat, amelyeket a budai Remetemária közelében elhelyezkedő sziklaodúban talált (MNM 168/1877. 1–4.).

## További irodalom
- Cholnoky Jenő: Magyarország földrajza. (Föld és élete 6.) 1936.
- Láng Sándor: Karszttanulmányok a Dunántúli Középhegységben. Hidrológiai Közlöny, 1948. (28. köt.) 1–4. füz.